# Canton Pedro Vicente Maldonado
Canton Pedro Vicente Maldonado är en kanton i Ecuador.   Den ligger i provinsen Pichincha, i den nordvästra delen av landet, 70 km nordväst om huvudstaden Quito.